# محوطه جره
محوطه جره مربوط به دوره ساسانیان - سده‌های میانه دوران‌های تاریخی پس از اسلام است و در شهرستان گچساران، بخش باشت، ۳ کیلومتری شرق روستای شاه بهرام واقع شده و این اثر در تاریخ ۱۸ شهریور ۱۳۸۷ با شمارهٔ ثبت ۲۳۲۲۳ به‌عنوان یکی از آثار ملی ایران به ثبت رسیده است.
پس از آبگیری سد جره این محوطه به زیر آب رفته و نابود شده است.